# Océano Paleo-Tetis

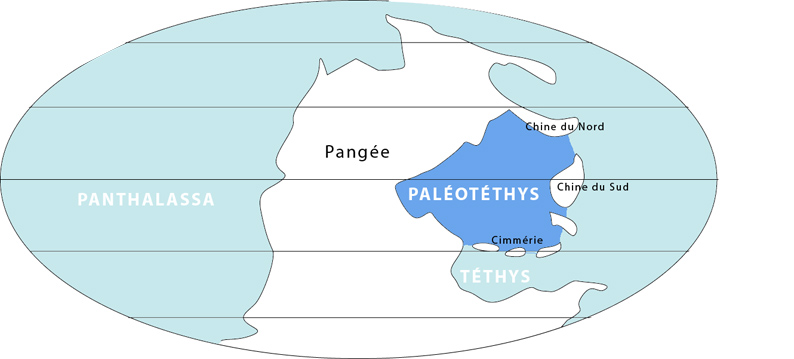
La placa de Cimmeria comienza a desplazarse hacia el norte reemplazando el océano Paleo-Tetis por Tetis. El dibujo presenta la situación hace 280 millones de años.

El océano Paleo-Tetis fue un océano del Paleozoico situado entre el supercontinente Gondwana y Euramérica. Se comenzó a formar a finales del Ordovícico, hace uno 450 millones de años, reemplazando al antiguo océano Proto-Tetis. Desapareció a finales del Triásico, hace unos 200 millones de años, siendo reemplazado por el océano Tetis. 
El océano Paleo-Tetis se comenzó a formar a fines del Ordovícico cuando una dislocación separa de Gondwana dos pequeños fragmentos, las denominadas Tierras Húnicas. Estas se dividen en la Húnica Europea, hoy conocida como la corteza terrestre bajo parte de Europa central (llamada Armórica) y de la península ibérica, y la Húnica Asiática, hoy conocida como la corteza de la China y partes del este de Asia central. Estos fragmentos comenzaron a avanzar hacia el norte, en dirección a Euramérica. Durante este proceso, el océano Rheico comenzó a desaparecer entre Euramérica y las Tierras Húnicas. En el Devónico, la parte oriental del océano Paleo-Tetis se abrió, cuando los microcontinentes de China del Norte y China del Sur se desplazaban hacia el norte. Esto provocó el decrecimiento del océano Proto-Tetis, un precursor de Paleo-Tetis, hasta el Carbonífero tardío, cuando China del Norte colisionó con Siberia. 
Sin embargo, a fines del Devónico, una zona de subducción formada al sur de las Tierras Húnicas, comenzó a subducir la corteza oceánica del Paleo-Tetis. Gondwana se desplazaba hacia el norte, un proceso mediante el cual la parte occidental del océano Paleo-Tetis se cerraría. En el Carbonífero se produjo la colisión continental entre Euramérica y las Tierras Húnicas. En Norteamérica a esto se le denomina Orogenia apalache, mientras que en Europa es la Orogenia hercínica. El océano Rheico desapareció por completo y en el oeste se cerró el Paleo-Tetis.
A fines del Pérmico, la pequeña y alargada placa de Cimmeria (hoy la corteza de Turquía, Irán, Tíbet y partes de Asia sudoriental) se separó de Gondwana (que en este momento forma parte de Pangea). Al sur del continente Cimeria se comenzó a formar un nuevo océano, el Tetis. A finales del Triásico, todo lo que queda del océano Paleo-Tetis fue un estrecho canal marítimo. En el Jurásico Inferior, como parte de la Orogenia Alpina, la corteza oceánica del Paleo-Tetis fue subducida bajo la placa Cimmeria, cerrando el océano del oeste a este. En la actualidad, podría quedar un último vestigio del océano Paleo-Tetis bajo el mar Negro.